# Cyclops Blink
 (avril 2022).
Pour l’article homonyme, voir Cyclops.
Cyclops Blink est un logiciel malveillant conçu pour s'infiltrer dans les appareils des réseaux informatiques dans le but d'ajouter les appareils infectés à un botnet pour effectuer des commandes et contrôles (en) (C&C). Lorsqu'un appareil a été infecté, il sert de serveur, ce qui lui permet d'installer d'autres modules. Il est insensible aux mises à jour de firmwares. En 2022, il cible prioritairement les routeurs et les pare-feus hardware vendus par les sociétés WatchGuard (en) et Asus.
Cyclop Blink a été publiquement rapporté la première fois en février 2022 dans un bulletin de sécurité du National Cyber Security Centre (en) (NCSC) britannique. La Cybersecurity and Infrastructure Security Agency (CISA) américaine détaille sa présence dans Internet. Selon ces agences, le logiciel malveillant a été propagé par Sandworm, une équipe du GRU, service militaire de renseignement de la Russie. Ce logiciel a été comparé à VPNFilter à cause de son origine et de son modus operandi. Selon la firme de sécurité Trend Micro, le logiciel est présent dans Internet dès juin 2019,. 
Bien que Sandworm a supervisé des attaques contre des ressources ukrainiennes dans le passé, Cyclops Blink n'a pas été conçu pour attaquer des installations ukrainiennes ; ses actions ne seraient pas reliées à l'invasion de l'Ukraine par la Russie en 2022,,,,.
Depuis la révélation de son existence, ce logiciel malveillant a été retiré de milliers d'appareils.